# Entometa apicalis
Espèce
Synonymes
- Lebeda apicalis Walker, 1855[1]

Entometa apicalis est une espèce de lépidoptères (papillons) de la famille des Lasiocampidae vivant en Australie.

## Galerie

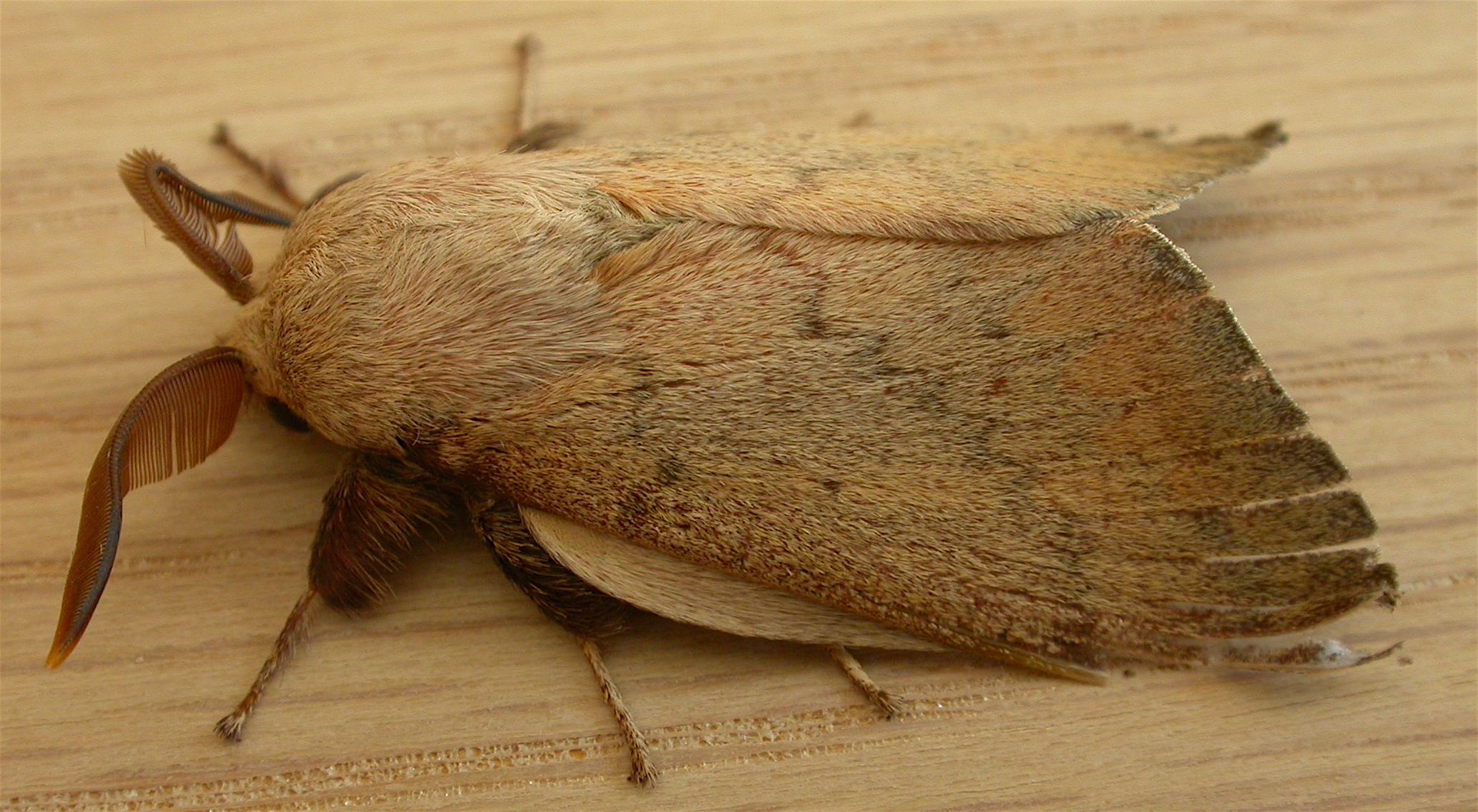
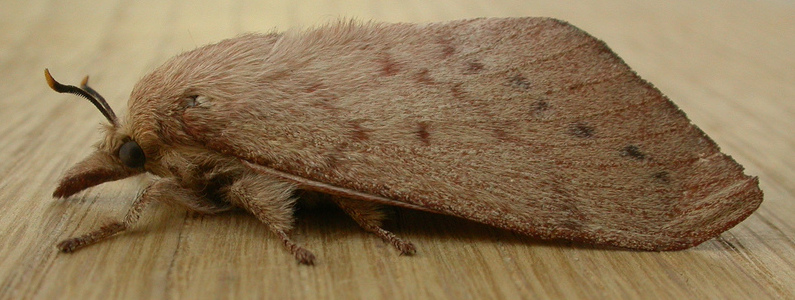
Femelle.
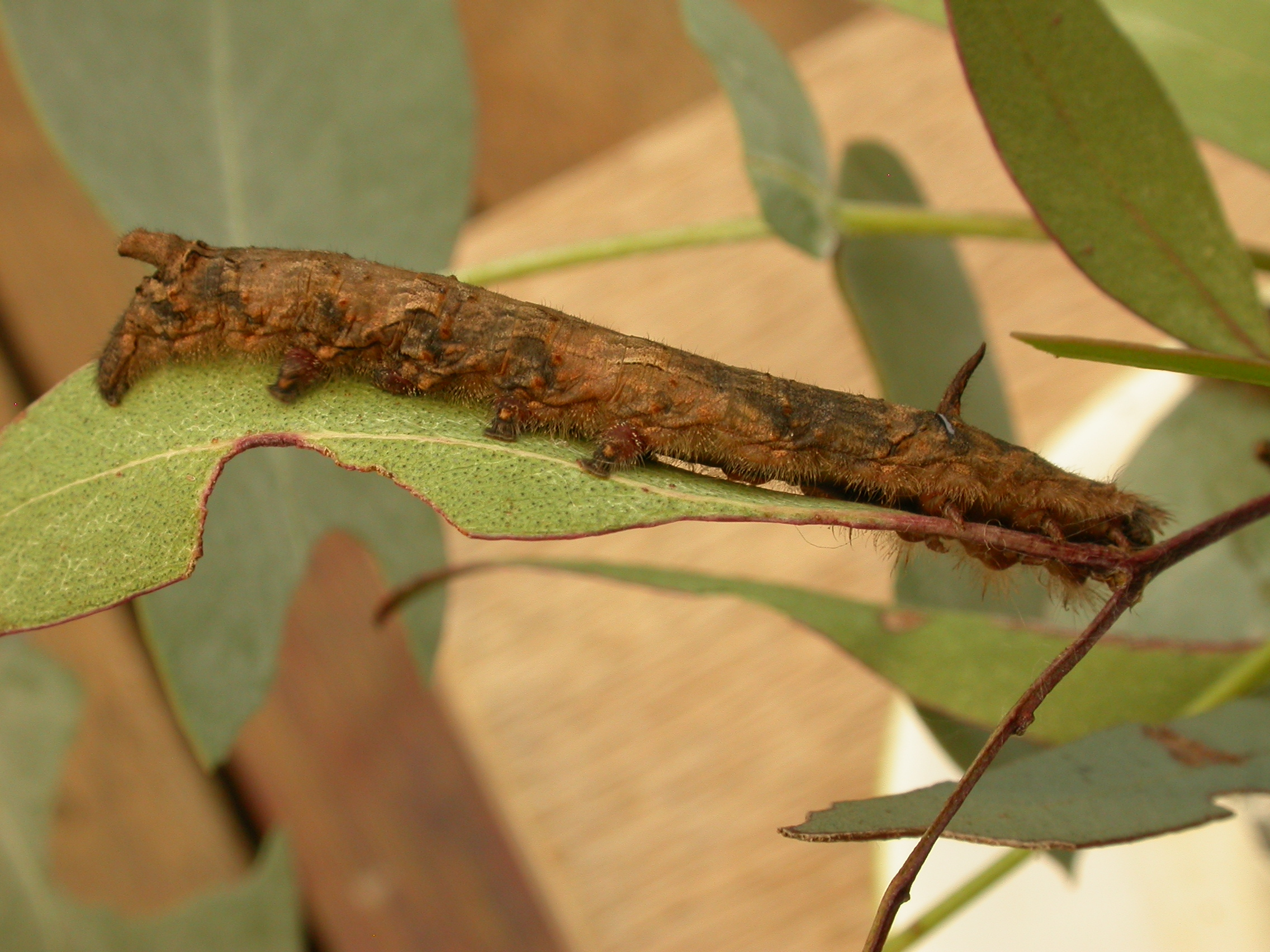
Chenille.